# Espeleosismita

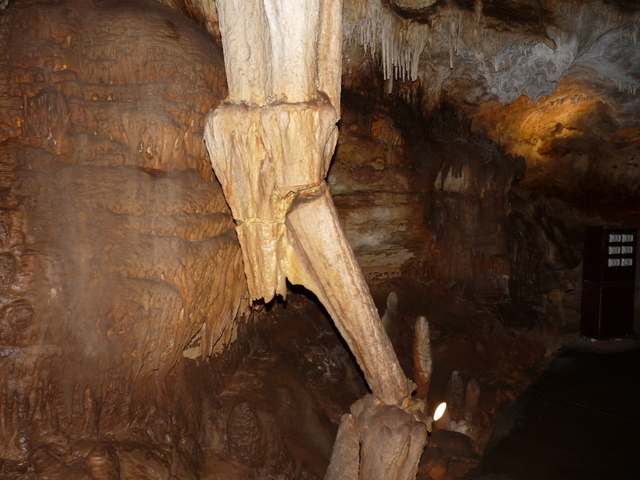
Espeleosismita a la Cova Tantanoola

Una espeleosismita és un tipus d'espeleotema consistent en una alteració de les formes típiques dels espeleotemes produïda per un sisme, com ara enderrocs d'estalactites, d'estalagmites, de columnes, de banderes, etc.; canvis de direcció del creixement d'estalactites i estalagmites, enfonsament de sostres, etc. Aquestes espeleosismites poden ser utilitzades en estudis paleosismològics d'antics terratrèmols.